# Nystalea manacoides
Nystalea manacoides är en fjärilsart som beskrevs av William Schaus 1921. Nystalea manacoides ingår i släktet Nystalea och familjen tandspinnare. Inga underarter finns listade i Catalogue of Life.